# 兴化禅寺
兴化禅寺又名石佛寺，位于中国江苏省徐州市泉山区云龙山东麓，始建于明建文四年（1402），寺内有一尊北魏时依山雕凿的阿弥陀佛像（约雕凿于天安元年至太和十年之间，466-486），高约三丈余（约11.52米），寺因之而建，覆盖石佛的大佛殿依崖而造，后壁檐下仅有三层砖垒叠，有“三砖殿覆三丈佛”之称。现寺内建筑大部分为近年重建，有山门、天王殿、天桥、大雄宝殿、三圣殿和大佛殿等，现任住持为果光和尚。
位于大佛殿内的北魏石佛像原只有头部，清康熙三十四年（1695）续凿两臂及胸，成为半身像，其两侧崖壁上分布有唐宋时所凿的72个佛龛250余尊造像，1993年12月兴建大雄宝殿时又在距北魏石佛像东230米的崖壁上发现另一处唐宋摩崖造像，共71个佛龛195尊造像（今位于大雄宝殿之下10米处的保护室内）。上下两处造像为一整体，以北魏石佛像为最高点和中心点依山就势而凿，并向两侧呈扇形延伸，已释读的题记年代上至北魏太和十年（486），下至宋政和七年（1117），大部分凿于唐元和八年至开成元年（813-836）之间。